# お坊さんバラエティ ぶっちゃけ寺
『お坊さんバラエティ ぶっちゃけ寺』（おぼうさんばらえてぃ ぶっちゃけじ）は2014年9月30日（29日深夜）から2017年2月13日まで、テレビ朝日系列で放送されていたバラエティ番組。全66回。
レギュラー放送終了後は、スペシャル番組として不定期に放送されていた。

## 概要
前番組『言いにくいことをハッキリ言うTV』でお坊さんの裏側を取り上げた回が好評であったことから、お坊さんの生態について聞き出す番組として独立した。
坊さんのテーマに沿ったトークや、普段行かない別の寺へ行くロケ企画などを通じて、同じ仏教でも宗派の違いで念仏、お経を途中までしか唱えられないなど、宗派・習慣の違い、ギャップを楽しむバラエティ。
2014年9月30日より火曜0:15 - 0:45（月曜深夜、JST）で放送開始。
2014年12月13日には初の1時間SP『お坊さんにいろいろ聞いてみたいSP』が16:25 - 17:25で、同年12月31日の13:30 - 15:30には大晦日SP『〜お坊さんによるお坊さんだらけのバラエティ〜ぶっちゃけ寺 大晦日にお坊さんにいろいろ聞いてみたSP』が放送、当日には同じく爆笑問題司会の大晦日恒例特番『全国おもしろニュースグランプリ』も放送されたので、テレビ朝日では大晦日に2本連続・計約4時間の爆笑問題司会の番組が放送されたことになる。また2015年1月12日には初のゴールデン3時間SP『お坊さんに面と向かって聞きにくい質問SP』（19:00 - 21:48）が放送された。
2015年4月6日より、月曜19:00 - 19:54のゴールデンタイムに昇格。これに伴い直後番組『しくじり先生 俺みたいになるな!!』へのクロスプログラムも開始（爆笑問題とお坊さんが「この後は『しくじり先生』!!」と言う）。なお、2015年4月より、火曜19時台からローカルセールス枠が月曜19時台に移動したため、一部ネット局では自主編成による非ネットまたは他日振替を行う場合がある。
ゴールデンタイム移行後は、2-3時間スペシャルや20時台の『しくじり先生』、21時台の『Qさま!!』との「合体SP」などの拡大版が続いていた。単独1時間体制で放送されたのは、2015年5月4日・11日・18日・6月8日・2016年2月8日・22日の6回のみであり、当番組・『しくじり先生』・『Qさま!!』の3番組が全て単独1時間体制で放送されたのは2015年5月11日と2016年2月22日放送分の2回だけであった。
番組テーマも「寺社」「お坊さん」から拡大し、歴史上の人物を、寺社との関係性を絡めつつ紹介していくスタイルが主となっていた。
2015年6月1日より直前番組『スーパーJチャンネル』との接続はステブレレスに変更された。その後2017年1月30日より再びクロスプログラム・ステブレ入りに戻された。
2017年2月13日の放送をもって終了、約2年半に亘るレギュラー放送に幕を下ろした。
ただし、最終回当日は『ぶっちゃけ寺&Qさま!!豪華2本立て3時間SP・第1部』（19:00 - 19:50）としての放送であったため、テレビ誌の番組表や当日の新聞各紙ラテ欄、EPGに最終回を表す[終]マークは付けられていなかったほか、本番組の終了を表す内容は記載されていなかった。最終回が他番組との合体スペシャルで放送されたのは極めて珍しい例である。

また、当日の本編内でも爆笑問題らの挨拶もなく番組エンディングで以下のナレーションのみで告知される形となった。
| 「 | さて、これまでおよそ2年にわたってお届けしてきた『お坊さんバラエティ ぶっちゃけ寺』ですが、実は今夜でお別れとなります。これまでお世話になった全国のお寺やお坊さん、そして放送を楽しみにしていてくれた視聴者の皆様、本当にありがとうございました。またいつか、お会いしましょう。 | 」 |

そして番組の最後に、太田光が座禅を組むシーンをもって番組を締め、19時50分にはそのまま第2部の『Qさま!!』に切り替わった。
本番組終了について後日、太田は「突然終わったって言われてもな。突然終わるものだから」「聞かないでくれよ。数字が伸びなかったんだよ。言わせるなよ、そんなことをさ。よくあるんだから」と語った。
本番組終了から2か月半後の5月1日より後番組として、中丸雄一（KAT-TUN）と若林正恭（オードリー）の司会によるワールド情報バラエティ番組『世界ルーツ探検隊』が開始された（こちらも8月21日をもって終了）。一方、爆笑問題の出演番組枠は深夜枠に移動し『バクモン学園』がスタートした（その後もタイトル改題・リニューアル・放送枠移動を経て、2020年10月から2021年9月まで日曜22時台前半で放送されていた『爆笑問題&霜降り明星のシンパイ賞!!』へつながっていく）。
番組が終了して1年半後の2018年8月13日に、3時間SPという形で『2018夏 ぶっちゃけ寺 特別ご開帳SP 〜西郷＆幕末がよくわかる寺社 大公開!〜』の復活放送が行われた。その5か月後の2019年1月7日には、『ぶっちゃけ寺 元号が変わるから知っておきたい！東京＆京都の寺社SP』を放送。そして同年8月12日には、令和改元後初の放送『ぶっちゃけ寺 夏の3時間SP!! 令和のこの夏で行きたい寺社＆お宝特別公開SP』を放送した。

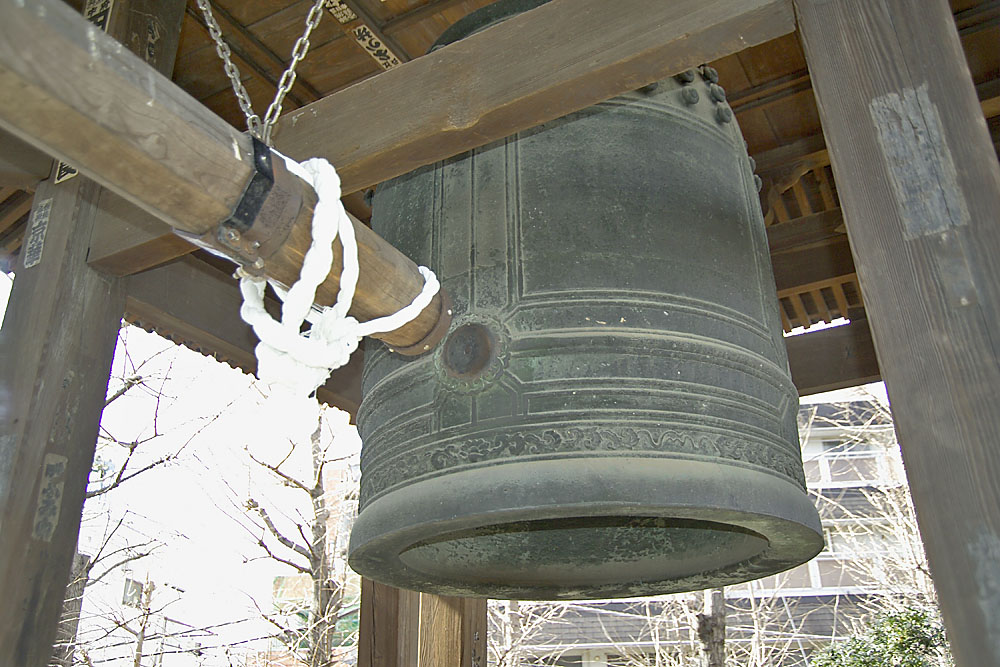
番組内で除夜の鐘を鳴らしていた浅草寺の「時の鐘」

2019年12月31日には5年振りの大晦日特番、それも『よゐこの無人島0円生活』に替わる年越し番組として『生放送だよ！ぶっちゃけ寺 年越しSP』を22:00 - 翌0:30に放送した。番組は東京台東区浅草の「浅草寺」からの生放送パートと、スタジオからの収録パートに分けた。そして年明け直後には爆笑問題を始め、東貴博・九代目林家正蔵・二代目林家三平らが浅草寺の「時の鐘」を「除夜の鐘」として突いた。この放送の前の『太田松之丞・カズレーザー・古市憲寿の2019年ニュースの裏ぶっちゃけますSP』にも爆笑問題は出演しており、2019年はテレ朝の大晦日の顔でもあった。
2022年10月5日からは後継スペシャル番組『謎解き!伝説のミステリー』が不定期に放送されている。司会は同じく爆笑問題と阿川佐和子。露の団姫らも出演している。

### 放送時間の変遷
| 放送期間 | 放送期間 | 放送曜日             | 放送時間（JST）       |
| -------- | -------- | -------------------- | --------------------- |
| 2014.09  | 2015.03  | 火曜日（月曜日深夜） | 00:15 - 00:45（30分） |
| 2015.04  | 2017.02  | 月曜日               | 19:00 - 19:54（54分） |

## 出演
司会
- 爆笑問題（田中裕二・太田光）
- 阿川佐和子（2016年10月3日よりレギュラー）

ゲスト
- 1名（深夜レギュラー放送）、数名（ゴールデンレギュラー放送・スペシャル）

お坊さん
- 露の団姫ら5名

## 放送リスト

### 深夜時代

#### 2014年
| 回  | 放送日   | テーマ                                         | ゲスト                  | 備考                           |
| --- | -------- | ---------------------------------------------- | ----------------------- | ------------------------------ |
| 1   | 9月30日  | お坊さんの修行は大変だ!                        | 平愛梨                  |                                |
| 2   | 10月7日  | 初めてぶっちゃけるお坊さんのヒミツ             | ダレノガレ明美          |                                |
| 3   | 10月14日 | お坊さんの恋愛事情                             | 篠原ともえ              |                                |
| 4   | 10月21日 | お坊さんの変わったルール                       | 鈴木奈々                |                                |
| 5   | 10月28日 | お坊さんには面と向かって聞けない視聴者の質問SP | 森星                    |                                |
| 6   | 11月4日  | お坊さんが驚いたコト                           | 壇蜜                    |                                |
| 7   | 11月11日 | お坊さんとファッション                         | 筧美和子                |                                |
| 8   | 11月18日 | 面と向かって聞けない視聴者の質問SP（その2）    | ホラン千秋              |                                |
| 9   | 11月25日 | 女性のお坊さん大集合SP                         | ラブリ                  |                                |
| 10  | 12月2日  | お坊さんの特技・スゴ技SP                       | 橋本マナミ              |                                |
| 11  | 12月9日  | お坊さんの名場面&未公開SP                      |                         |                                |
| SP1 | 12月13日 | お坊さんにいろいろ聞いてみたいSP               | 小籔千豊 平愛梨         | 16:25 - 17:25 （関東・北海道） |
| 12  | 12月16日 | 面と向かって聞けない視聴者の質問SP（その3）    | 小籔千豊 平愛梨         |                                |
| SP2 | 12月31日 | 大晦日にお坊さんにいろいろ聞いてみたSP         | ダレノガレ明美 細川茂樹 | 13:30 - 15:30                  |

#### 2015年
| 回     | 放送日  | テーマ                                   | ゲスト                                         | 備考                                       |
| ------ | ------- | ---------------------------------------- | ---------------------------------------------- | ------------------------------------------ |
| 13     | 1月6日  | お坊さんが尊敬する人                     | 高橋メアリージュン                             |                                            |
| 総集編 | 1月10日 | 特別編                                   |                                                | 16:00 - 17:25 関東・関西など一部地域で放送 |
| SP3    | 1月12日 | お坊さんに面と向かって聞きにくい質問SP   | 観月ありさ 阿川佐和子 辻仁成 小籔千豊 狩野英孝 | 19:00 - 21:48                              |
| 14     | 1月13日 | ゴールデン3時間SP完全版                  | 観月ありさ 阿川佐和子 辻仁成 小籔千豊 狩野英孝 |                                            |
| 15     | 1月20日 | お坊さんが知ってほしいありがたいお言葉SP | 橋本マナミ                                     |                                            |
| 16     | 1月27日 | 女性のお坊さん大集合SP                   | 佐野ひなこ                                     |                                            |
| 17     | 2月3日  | お坊さんが会いたいSP                     | 小芝風花                                       |                                            |
| 18     | 2月10日 | お坊さんが語るお墓事情SP                 | 石田純一                                       |                                            |
| 19     | 2月17日 | 海外の仏教事情SP                         | 道端アンジェリカ                               |                                            |
| 20     | 2月24日 | 新人お坊さんSP                           | 近藤千尋                                       |                                            |
| 21     | 3月3日  | お坊さんと歴史SP                         | 星野真里                                       |                                            |
| 22     | 3月10日 | 5人のお坊さんがぶっちゃける              | SHELLY                                         |                                            |
| 23     | 3月17日 | お坊さんがプロに聞きたい木魚の疑問       | ホラン千秋                                     |                                            |
| 24     | 3月24日 | スタジオにお坊さんの家族が登場！         | 篠原ともえ                                     |                                            |

### ゴールデン時代

#### 2015年
| 回 | 放送日   | テーマ | ゲスト                                                                                     | 備考                                                                                         |
| -- | -------- | --- | ------------------------------------------------------------------------------------------ | -------------------------------------------------------------------------------------------- |
| 1  | 4月6日   | お坊さんの修行＆お墓の常識                                                                                         | 小籔千豊 篠原ともえ 高畑淳子 テリー伊藤 的場浩司                                           | 3時間SP （19:00 - 21:48）                                                                    |
| 2  | 4月13日  | 厄と厄除け お坊さんと仏教の秘密                                                                                    | 西田敏行 松下由樹 ラサール石井 安達祐実                                                    | ぶっちゃけ寺&Qさま!!合体3時間SP・第1部 （19:00 - 20:52）                                     |
| 3  | 4月27日  | お坊さんがぶっちゃける家と仏教                                                                                     | 篠原ともえ 羽田美智子 吉村崇（平成ノブシコブシ）                                           | 「ぶっちゃけ寺」「しくじり先生」「Qさま!!」 月曜3番組合体スペシャル・第1部 （19:00 - 20:00） |
| 3  | 4月27日  | お坊さんがぶっちゃける家と仏教                                                                                     | （VTR出演）梅宮アンナ                                                                      | 「ぶっちゃけ寺」「しくじり先生」「Qさま!!」 月曜3番組合体スペシャル・第1部 （19:00 - 20:00） |
| 4  | 5月4日   | 仏教と神道どっちもすごいぞSP                                                                                       | 辻仁成 羽鳥慎一 星野真里                                                                   |                                                                                              |
| 5  | 5月11日  | お坊さんとキリスト教が意気投合SP                                                                                   | カンニング竹山 SHELLY 辻仁成                                                               |                                                                                              |
| 6  | 5月18日  | お坊さんが教える身にしみる学問                                                                                     | 四代目市川猿之助 澤瀉屋一門                                                                |                                                                                              |
| 7  | 6月1日   | お坊さんと行く東大寺の知られざる秘密SP お坊さん56人が選んだ本当にスゴいと思う戦国武将と それにまつわるお寺ベスト50 | 勝村政信 カンニング竹山 高畑淳子 壇蜜                                                      | 3時間SP （19:00 - 21:48）                                                                    |
| 8  | 6月8日   | お坊さんが教える身にしみる学問                                                                                     | 石原良純 伊集院光 宮崎美子 やくみつる 宇治原史規（ロザン）                                 |                                                                                              |
| 9  | 7月6日   | お坊さんが今一番気になる男…萩本欽一SP                                                                              | 萩本欽一 阿川佐和子 酒井美紀 小籔千豊 竹中直人                                             | 3時間SP （19:00 - 21:48）                                                                    |
| 10 | 7月27日  | 高野山に行ったらわかった 伝説のお坊さん「空海」のスゴい所1200年分見せますSP!!                                      | 室井滋 高島政伸 伊集院光 河合敦                                                            | 3時間SP （19:00 - 21:48）                                                                    |
| 11 | 8月10日  | 日本の知られざる巨大仏SP                                                                                           | 蟹江一平 カンニング竹山 壇蜜 真琴つばさ                                                    | ぶっちゃけ寺&Qさま!!合体3時間SP・第1部 （19:00 - 20:52）                                     |
| 12 | 8月31日  | 聖徳太子ミステリーSP                                                                                               | 萩本欽一 伊集院光 河合敦 古坂大魔王 シャーロット・ケイト・フォックス                       | ぶっちゃけ寺&Qさま!!合体3時間SP・第1部 （19:00 - 19:54）                                     |
| 13 | 9月7日   | 織田信長ミステリーSP                                                                                               | 麻生祐未 内山理名 高橋英樹 河合敦                                                          | ぶっちゃけ寺&Qさま!!合体3時間SP・第1部 （19:00 - 19:54）                                     |
| 14 | 9月21日  | 欽ちゃんに教えたい! 清水寺ミステリーSP                                                                             | 萩本欽一 室井滋 鈴木砂羽 小籔千豊 河合敦                                                   | 3時間SP （19:00 - 21:48）                                                                    |
| 15 | 10月19日 | 衝撃! 日本の知られざるスゴイ巨大仏SP                                                                               | 伊藤淳史 小籔千豊 堀田茜 松田美由紀                                                        | ぶっちゃけ寺&Qさま!!合体3時間SP・第1部 （19:00 - 20:50）                                     |
| 16 | 10月26日 | 坂本竜馬ミステリー                                                                                                 | 神木隆之介 宇治原史規（ロザン） 小籔千豊 河合敦                                            | ぶっちゃけ寺&Qさま!!合体3時間SP・第1部 （19:00 - 19:54）                                     |
| 17 | 11月9日  | いま行きたい!秋の鎌倉×頼朝ミステリー                                                                               | 河合敦 小籔千豊 辻仁成 美保純                                                              | ぶっちゃけ寺&Qさま!!合体3時間SP・第1部 （19:00 - 19:54）                                     |
| 18 | 11月16日 | お坊さんが選んだ! 本当にスゴイと思うお城&お宝スペシャル                                                            | 小籔千豊 高橋英樹 辻仁成 リンゴ（ハイヒール） 星野真里 井手窪剛 河合敦 古坂大魔王 篠井英介 | ぶっちゃけ寺&Qさま!!合体3時間SP・第1部 （19:00 - 20:40）                                     |
| 19 | 12月7日  | 伝説の天才 源義経ミステリー そして今行きたい世界遺産平泉の謎 全部見せますスペシャル!!                              | 高橋英樹 八木亜希子 カンニング竹山 河合敦                                                  | 3時間SP （19:00 - 21:48）                                                                    |
| 20 | 12月14日 | お寺から見る忠臣蔵ミステリー                                                                                       | 宇梶剛士 小籔千豊 美保純 河合敦                                                            | ぶっちゃけ寺&Qさま!!合体3時間SP・第1部 （19:00 - 19:54）                                     |

#### 2016年
| 回 | 放送日   | テーマ | ゲスト                                                                                         | 備考                                                            |
| -- | -------- | --- | ---------------------------------------------------------------------------------------------- | --------------------------------------------------------------- |
| 21 | 1月4日   | 日光東照宮の謎&徳川家ミステリー 新年大解剖3時間スペシャル!!                                                                           | 高橋英樹 石原良純 小籔千豊 村井美樹 河合敦                                                     | 3時間SP （19:00 - 21:48）                                       |
| 22 | 1月18日  | 荒行に関するぶっちゃけ質問&証言スペシャル                                                                                             | 髙嶋政宏 カンニング竹山 小籔千豊 皆藤愛子                                                      | ぶっちゃけ寺&Qさま!!合体3時間SP・第1部 （19:00 - 19:52）        |
| 23 | 2月1日   | 世界遺産!姫路城の秘密 | 高橋英樹 伊集院光 桐谷美玲 星野真里 河合敦                                                     | ぶっちゃけ寺&Qさま!!合体3時間SP・第1部 （19:00 - 19:54）        |
| 24 | 2月8日   | お坊さんがお寺で発見!ぶっちゃけスクープ                                                                                               | 貫地谷しほり 小籔千豊 星野真里 川島明（麒麟） 河合敦                                           |                                                                 |
| 25 | 2月15日  | 戦国のスーパースター 真田幸村のミステリー解明スペシャル!                                                                              | カンニング竹山 キムラ緑子 小籔千豊 友近 河合敦                                                 | ぶっちゃけ寺&Qさま!!合体3時間SP・第1部 （19:00 - 19:52）        |
| 26 | 2月22日  | 最強のお坊さん武将 武田信玄の素顔公開SP                                                                                               | 小籔千豊 篠井英介 山本ひかる 川島明（麒麟） 河合敦                                             |                                                                 |
| 27 | 2月29日  | こんな証拠が寺にあった!?お坊さんが驚いた! 大奥事件簿ランキング!                                                                       | 松下由樹 久保田磨希 小籔千豊 星野真里 河合敦                                                   | ぶっちゃけ寺&Qさま!!合体3時間SP・第1部 （19:00 - 19:52）        |
| 28 | 3月7日   | 日本のルーツがわかる!今行きたい！出雲大社徹底調査SP                                                                                   | 室井滋 カンニング竹山 小籔千豊 河合敦                                                          | ぶっちゃけ寺&Qさま!!合体3時間SP・第1部 （19:00 - 20:50）        |
| 29 | 3月28日  | 宮島・嚴島神社スペシャル 新企画!お坊さんに聞いてみたい質問ランキングSP                                                                | カンニング竹山 小籔千豊 星野真里 美保純 河合敦 佐々木健介 テリー伊藤 室井佑月                  | 3時間SP （19:00 - 21:48）                                       |
| 30 | 4月18日  | 京都のお坊さん50人が選ぶ! この春、絶対に行ってほしい京都のお寺SP!                                                                     | 萬田久子 石原良純 小籔千豊 本田朋子                                                            | ぶっちゃけ寺&Qさま!!豪華2本立て3時間SP・第1部 （19:00 - 19:58） |
| 31 | 4月25日  | ゴールデンウィークに是非行きたい! 東京屈指の開運スポット 高尾山大解剖SP!                                                              | 木佐彩子 益田由美 八木亜希子 井戸田潤（スピードワゴン）                                        | ぶっちゃけ寺&Qさま!!豪華2本立て3時間SP・第1部 （19:00 - 19:54） |
| 32 | 5月9日   | 上を向いて捨てよう!お坊さんと前向きに遺品整理!                                                                                        | 有賀さつき 逸見太郎 小籔千豊 壇蜜 渡辺正行                                                     | ぶっちゃけ寺&Qさま!!豪華2本立て3時間SP・第1部 （19:00 - 19:56） |
| 33 | 6月13日  | 伊勢神宮を100倍楽しめる! スゴイところ大公開3時間スペシャル!!                                                                          | 室井滋 美保純 はるな愛 小籔千豊 河合敦 川島明（麒麟）                                          | 3時間SP （19:00 - 21:48）                                       |
| 34 | 7月11日  | もうすぐ世界遺産！江戸時代が丸ごと分かる場所… 上野・寛永寺SP お坊さんと前向きに遺品整理 〜昭和の大スター!三波伸介の思い出の品を供養〜 | 関根勤 林寛子 三波伸介 山田たかお 小籔千豊 辻仁成 河合敦 髙嶋政宏 高橋英樹 尾野真千子 星野真里 | 3時間SP （19:00 - 21:48）                                       |
| 35 | 8月15日  | お坊さんが選ぶ!実は仏教の心を歌っていると思う日本の名曲!                                                                              | 鈴木ちなみ 辻仁成 中山秀征 芳村真理                                                            | 3時間SP （19:00 - 21:48）                                       |
| 36 | 9月5日   | 京都の新たな魅力を発見!名取裕子と行く京都魔界案内 弱い自分を変えたい!安藤なつが断食寺で精神修行                                       | 名取裕子 メイプル超合金 河合敦 くまりえ 脇屋敷 餅田コシヒカリ                                  | ぶっちゃけ寺&Qさま!!豪華2本立て3時間SP・第1部 （19:00 - 20:53） |
| 37 | 10月3日  | 日本の仏教のルーツ“奈良”を知る3時間スペシャル                                                                                         | 古舘伊知郎 小籔千豊 河合敦                                                                     | 3時間SP （19:00 - 21:48）                                       |
| 38 | 10月17日 | 美輪明宏が紐解く！細川ガラシャと本能寺の変の謎SP                                                                                      | 美輪明宏 阿川佐和子 河合敦 小籔千豊 辻仁成                                                     | ぶっちゃけ寺&Qさま!!豪華2本立て3時間SP・第1部 （19:00 - 19:52） |
| 39 | 11月7日  | 参拝者を魅了するヒミツを探れ 今すぐ行きたい！行列ができる寺社ランキングを発表SP                                                       | 阿川佐和子 小籔千豊                                                                            | ぶっちゃけ寺&Qさま!!豪華2本立て3時間SP・第1部 （19:00 - 19:54） |
| 40 | 11月14日 | この冬に聞きたい!お坊さんが選ぶ実は仏教の心を歌っている曲SP                                                                           | 阿川佐和子 細川たかし 小籔千豊 鈴木ちなみ 日野美歌 飯尾和樹（ずん）                            | ぶっちゃけ寺&Qさま!!豪華2本立て3時間SP・第1部 （19:00 - 20:53） |

#### 2017年
| 回            | 放送日  | テーマ                                          | ゲスト                         | 備考                                                            |
| ------------- | ------- | ----------------------------------------------- | ------------------------------ | --------------------------------------------------------------- |
| 41            | 1月30日 | 今年行くべき古都京都の世界遺産ツアー！          | 室井滋 小籔千豊                | ぶっちゃけ寺&Qさま!!豪華2本立て3時間SP・第1部 （19:00 - 19:54） |
| 42 （最終回） | 2月13日 | お坊さんが一度は見てみたい!世界遺産の寺&仏像SP! | 片平なぎさ 小籔千豊 ネルソンズ | ぶっちゃけ寺&Qさま!!豪華2本立て3時間SP・第1部 （19:00 - 19:50） |

### スペシャル

#### ぶっちゃけ寺SP
- 2018夏 ぶっちゃけ寺 特別ご開帳SP 〜西郷＆幕末がよくわかる寺社 大公開!〜（2018年8月13日、19:00 - 21:48）
- ぶっちゃけ寺 元号が変わるから知っておきたい！東京＆京都の寺社SP（2019年1月7日、20:30 - 21:48）
- ぶっちゃけ寺 夏の3時間SP!! 令和のこの夏で行きたい寺社＆お宝特別公開SP（2019年8月12日、19:00 - 21:48）
- 生放送だよ!ぶっちゃけ寺 年越しSP（2019年12月31日、22:00 - 翌0:30）

#### 謎解き!伝説のミステリー
- 謎解き!伝説のミステリー 〜鎌倉時代の謎がわかる13の寺社仏閣SP〜（2022年10月5日、19:00 - 21:48）
- 謎解き!伝説のミステリー 〜徳川家康の15の謎がわかる神社仏閣3時間SP〜（2023年3月29日、19:00 - 21:48）
- 謎解き!伝説のミステリー 新説!本能寺の変に隠された14の謎がわかる神社仏閣3時間スペシャル（2023年6月20日、19:00 - 21:48）
- 謎解き!伝説のミステリー 南海トラフに迫る!巨大地震8つの謎がわかる2時間SP（2023年7月18日、19:00 - 20:54）
- 謎解き!伝説のミステリー 徳川家の謎がわかる12の神社仏閣SP（2023年12月6日。19:00 - 21:54）
- 謎解き!伝説のミステリー 日本の歴史記録に残る超常現象ミステリー 7つの謎を解け!2時間SP（2024年2月20日、19:00 - 20:54）
- 謎解き!伝説のミステリー 平安時代に隠された7つの謎がわかる 神社仏閣2時間SP（2024年7月29日、20:00 - 21:54）
- 謎解き!伝説のミステリー 新説!忠臣蔵に隠された7つの謎がわかる神社仏閣2時間SP（2024年12月12日、19:00 - 22:00）

## ネット局

### 深夜時代
| 放送対象地域  | 放送局                  | 系列           | 放送日時                     | 放送開始       |
| ------------- | ----------------------- | -------------- | ---------------------------- | -------------- |
| 関東広域圏    | テレビ朝日（EX） 制作局 | テレビ朝日系列 | 火曜 0:15 - 0:45（月曜深夜） | 2014年9月30日  |
| 北海道        | 北海道テレビ（HTB）     | テレビ朝日系列 | 火曜 0:15 - 0:45（月曜深夜） | 2014年9月30日  |
| 岩手県        | 岩手朝日テレビ（IAT）   | テレビ朝日系列 | 火曜 0:15 - 0:45（月曜深夜） | 2014年9月30日  |
| 秋田県        | 秋田朝日放送（AAB）     | テレビ朝日系列 | 火曜 0:15 - 0:45（月曜深夜） | 2014年9月30日  |
| 山形県        | 山形テレビ（YTS）       | テレビ朝日系列 | 火曜 0:15 - 0:45（月曜深夜） | 2014年9月30日  |
| 長野県        | 長野朝日放送（abn）     | テレビ朝日系列 | 火曜 0:15 - 0:45（月曜深夜） | 2014年9月30日  |
| 沖縄県        | 琉球朝日放送（QAB）     | テレビ朝日系列 | 火曜 0:15 - 0:45（月曜深夜） | 2014年9月30日  |
| 岡山県 香川県 | 瀬戸内海放送（KSB）     | テレビ朝日系列 | 火曜 0:20 - 0:50（月曜深夜） | 2014年10月7日  |
| 愛媛県        | 愛媛朝日テレビ（eat）   | テレビ朝日系列 | 火曜 1:20 - 1:50（月曜深夜） | 2014年10月14日 |
| 石川県        | 北陸朝日放送（HAB）     | テレビ朝日系列 | 火曜 0:20 - 0:55（月曜深夜） | 2014年10月14日 |
| 熊本県        | 熊本朝日放送（KAB）     | テレビ朝日系列 | 水曜 1:45 - 2:15（火曜深夜） | 2014年10月15日 |
| 福岡県        | 九州朝日放送（KBC）     | テレビ朝日系列 | 水曜 1:50 - 2:20（火曜深夜） | 2014年10月15日 |
| 福島県        | 福島放送（KFB）         | テレビ朝日系列 | 金曜 0:50 - 1:20（木曜深夜） | 2014年10月17日 |
| 鹿児島県      | 鹿児島放送（KKB）       | テレビ朝日系列 | 金曜 1:45 - 2:15（木曜深夜） | 2015年1月23日  |
| 近畿広域圏    | 朝日放送（ABC）         | テレビ朝日系列 | 日曜 1:51 - 2:23（土曜深夜） | 2014年12月7日  |
| 長崎県        | 長崎文化放送（NCC）     | テレビ朝日系列 | 金曜 10:00 - 10:30           | 2015年4月3日   |

- その他・北日本放送（富山県・日本テレビ系列）にて、2015年3月22日未明（21日深夜）にSP2が単発で放送された。

### ゴールデン時代
| 放送対象地域  | 放送局                   | 系列           | 放送日時           | 放送期間                     |
| ------------- | ------------------------ | -------------- | ------------------ | ---------------------------- |
| 関東広域圏    | テレビ朝日（EX） 制作局  | テレビ朝日系列 | 月曜 19:00 - 19:54 | 2015年4月6日 - 2017年2月13日 |
| 北海道        | 北海道テレビ（HTB）      | テレビ朝日系列 | 月曜 19:00 - 19:54 | 2015年4月6日 - 2017年2月13日 |
| 青森県        | 青森朝日放送（ABA）      | テレビ朝日系列 | 月曜 19:00 - 19:54 | 2015年4月6日 - 2017年2月13日 |
| 岩手県        | 岩手朝日テレビ（IAT）    | テレビ朝日系列 | 月曜 19:00 - 19:54 | 2015年4月6日 - 2017年2月13日 |
| 宮城県        | 東日本放送（KHB）        | テレビ朝日系列 | 月曜 19:00 - 19:54 | 2015年4月6日 - 2017年2月13日 |
| 秋田県        | 秋田朝日放送（AAB）      | テレビ朝日系列 | 月曜 19:00 - 19:54 | 2015年4月6日 - 2017年2月13日 |
| 山形県        | 山形テレビ（YTS）        | テレビ朝日系列 | 月曜 19:00 - 19:54 | 2015年4月6日 - 2017年2月13日 |
| 福島県        | 福島放送（KFB）          | テレビ朝日系列 | 月曜 19:00 - 19:54 | 2015年4月6日 - 2017年2月13日 |
| 新潟県        | 新潟テレビ21（UX）       | テレビ朝日系列 | 月曜 19:00 - 19:54 | 2015年4月6日 - 2017年2月13日 |
| 長野県        | 長野朝日放送（abn）      | テレビ朝日系列 | 月曜 19:00 - 19:54 | 2015年4月6日 - 2017年2月13日 |
| 静岡県        | 静岡朝日テレビ（SATV）   | テレビ朝日系列 | 月曜 19:00 - 19:54 | 2015年4月6日 - 2017年2月13日 |
| 石川県        | 北陸朝日放送（HAB）      | テレビ朝日系列 | 月曜 19:00 - 19:54 | 2015年4月6日 - 2017年2月13日 |
| 中京広域圏    | メ〜テレ(NBN)            | テレビ朝日系列 | 月曜 19:00 - 19:54 | 2015年4月6日 - 2017年2月13日 |
| 近畿広域圏    | 朝日放送（ABC）          | テレビ朝日系列 | 月曜 19:00 - 19:54 | 2015年4月6日 - 2017年2月13日 |
| 広島県        | 広島ホームテレビ（HOME） | テレビ朝日系列 | 月曜 19:00 - 19:54 | 2015年4月6日 - 2017年2月13日 |
| 山口県        | 山口朝日放送（yab）      | テレビ朝日系列 | 月曜 19:00 - 19:54 | 2015年4月6日 - 2017年2月13日 |
| 岡山県 香川県 | 瀬戸内海放送（KSB）      | テレビ朝日系列 | 月曜 19:00 - 19:54 | 2015年4月6日 - 2017年2月13日 |
| 愛媛県        | 愛媛朝日テレビ（eat）    | テレビ朝日系列 | 月曜 19:00 - 19:54 | 2015年4月6日 - 2017年2月13日 |
| 福岡県        | 九州朝日放送（KBC）      | テレビ朝日系列 | 月曜 19:00 - 19:54 | 2015年4月6日 - 2017年2月13日 |
| 長崎県        | 長崎文化放送（NCC）      | テレビ朝日系列 | 月曜 19:00 - 19:54 | 2015年4月6日 - 2017年2月13日 |
| 熊本県        | 熊本朝日放送（KAB）      | テレビ朝日系列 | 月曜 19:00 - 19:54 | 2015年4月6日 - 2017年2月13日 |
| 大分県        | 大分朝日放送（OAB）      | テレビ朝日系列 | 月曜 19:00 - 19:54 | 2015年4月6日 - 2017年2月13日 |
| 鹿児島県      | 鹿児島放送（KKB）        | テレビ朝日系列 | 月曜 19:00 - 19:54 | 2015年4月6日 - 2017年2月13日 |
| 沖縄県        | 琉球朝日放送（QAB）      | テレビ朝日系列 | 月曜 19:00 - 19:54 | 2015年4月6日 - 2017年2月13日 |

- 2015年4月以降、通常時は全ネット局で同時ネットではあるが、あくまでローカルセールス枠であることから、一部ネット局では日によっては自主編成のため、臨時非ネットまたは他日振替となる場合があった（スペシャル放送時は20:00飛び乗りネットとすることがあった）。
- その他・北日本放送（富山県・日本テレビ系列）にて、2015年5月21日未明（20日深夜）など、深夜枠で数回単発で放送されている。

## スタッフ
☆=ゴールデン進出時から加入
- ナレーション：槇大輔、増岡弘[注 15] ☆、藤田淑子[注 16] ☆、池田昌子[注 17]
- 企画：奥川晃弘
- 構成：鈴木おさむ、樋口卓治、秋葉高彰、デーブ八坂、野口悠介、水野守啓、清山智之、カツオ（清山・カツ→☆）
- TM：長谷川正和☆
- TD：平間隆啓
- CAM：朝香昌男、吉武佑祐、掛橋翔太（全員→☆）
- 照明：菅原祐、高須ちあき（高須→☆）
- 音声：清水美都子、猪俣晃（猪俣→☆）
- VE：苫米地要二、山田由香、木村朋宏（山田・木村→☆）
- 音響：田村智宏
- 美術プロデューサー：小山晃弘
- デザイン：濱(浜)野恭平、豊田裕基（豊田→☆）
- 美術進行：山本和記、柴田岳（柴田→☆）
- 大道具：植村幸平☆
- 小道具：石井琢也☆
- 装飾：高橋友之
- モニター：下園拓也、大西勇史（2人共→☆）
- メイク：川口カツラ店☆
- スタイリスト：植田雅恵
- CGデザイン：横井勝、松島佑樹（2人共→☆）
- EED：奈良直樹
- MA：小田崇、佐藤龍志、脇田結花、近藤宏紀、赤津英彰（5名共→☆）
- 音効：矢部公英
- TK：高橋由佳
- 編成：吉村周、北村麻美（北村→一時離脱→復帰）（2名共→☆）
- 宣伝：残間理央
- デスク：稲月彰子
- 制作協力：東通企画、ViViA（2社共→☆）
- 制作スタッフ：高野裕基、新開嘉見、小名大輝、前原知佳、渡井祐貴、福田真琴、天野雄大、横山美生、野口美穂
- AP：逆井かおり（逆井→☆）、菊地裕衣子、阿部優香子
- ディレクター：山本結城（☆）、岡本健吾（☆）、藤尾圭祐、地曳範剛、三瓶翔士（三瓶→☆）、今井伸弥（☆）、小倉亜希子、高木友(智)和（☆）、吹田雅信、近藤賢一（近藤→☆）、辻智博（☆）、荻原正雄（☆、以前は、制作スタッフ）
- チーフディレクター：木津優（深夜放送時は、演出）
- プロデューサー：船引貴史、三井保夫・徳江長政・柳橋弘紀（東通企画）（3名共→☆）
- ゼネラルプロデューサー：樋口圭介
- 制作著作：テレビ朝日

### 過去のスタッフ
- 構成：コタヒカル
- TM：福元昭彦、太田憲治☆
- CAM：渡辺晃一
- 美術進行：古閑洋司
- 大道具：吉村宏嗣
- オブジェ：和田修吾☆
- 幕装飾：富村亜希子☆
- メイク：古宿沙織
- MA：吉沼秀夫
- 編成：吉川徹、林智乃、山本文隆
- 制作協力：ZIPPY PRODUCTION、コラボレーション（コラボ→☆）
- 制作スタッフ：春田正義、中崎創太、小林泰、奥野修平、安達秀幸、松嶋健一、樋口友亮、佐々木南、杉山絵美、林寛隆、池田詩織、畑中健太、角岡大輔、久保田之都、佐々木南、大越洋学（樋口以降→☆）
- AP：林美菜
- ディレクター：桑原慶介、松原広直、井長英嗣（松原以降→☆）
- プロデューサー：梶山貴弘、山内智未（山内→☆）、北條知子（ジッピー・プロダクション）